# Dufourea novaeangliae
Dufourea novaeangliae är en biart som först beskrevs av Robertson 1897.  Dufourea novaeangliae ingår i släktet solbin, och familjen vägbin. Inga underarter finns listade i Catalogue of Life.